# Nicotinate de méthyle
La nicotinate de méthyle est une substance chimique de la famille des esters de l'acide nicotinique, et utilisée comme médicament pour ses propriétés rubéfiantes et vasodilatatrices locales pour les gelures, les lombalgies et les douleurs musculaires diverses sous forme d'applications locales en association (Décontractyl).